# Panik
Zorkkk — рок-группа из Германии.
С 2007 по 2008 известна как «Nevada Tan», с 2008 по 2010 как «Panik», с 2011 как «BonkSonnenschein».

## История

### Становление и первый альбом — «Niemand hört dich» (2002—2007)
Группа была основана в Ноймюнстере в 2002 году под названием «Panik» двумя друзьями: Тимо Зонненшайном и Давидом Бонком. В 2003 году ребята познакомились с их первым барабанщиком — Кристианом Бурмистером и DJ Яном Вернер, но Кристиан не стал задерживаться в группе, и в этом же году ему на смену пришёл Макс. В 2004 к группе присоединился первый басист Мариус, который ушёл из группы на следующий год. Вторым басистом стал Стивен, который также не стал рассматривать группу как перспективное будущее и ушёл. В 2005 году к группе присоединился очередной басист Кристиан Линке.

Давид Бонк

В 2006 году группа наконец сформировалась. Парни познакомились с вокалистом Франком Циглером, а барабанщиком стал Юри Шеве. Из-за постоянно меняющегося состава группа не могла почувствовать себя полноценной, но уже был наработан некий материал: известны такие песни как «Grau», «Gerico», «Neonazi», также имелась демозапись первого сингла «Revolution».
Первое официальное выступление группы прошло на The Dome 41 в Мангейме 2 марта 2007 года. Она подписала контракт с Universal Records, а её название по неким коммерческим соображениям и личным причинам было изменено на «Nevada Tan» — в честь Невады-тян — одиннадцатилетней девочки, убившей свою одноклассницу ножом для резки бумаги.
30 марта выходит первый официальный сингл группы «Revolution». Сингл занял 15 место в немецком хит параде и 25 в австрийском.
20 апреля 2007 года опубликован первый полноценный альбом группы «Niemand hört dich». Он занял 8 место в немецком хит параде. Nevada Tan выступали на самом большом концерте на открытом воздухе летом 2007 года — концерте «Schau nicht weg!», который организовали BRAVO и VIVA против насилия в школах. Концерт состоялся 26 Августа 2007 года перед Бранденбургскими Воротами. Более 50 звезд эстрады пришли поддержать это событие, а аудитория насчитывала 119 000 человек. Nevada Tan была одной из восьми главных артистов, которым предстояло выступить (остальными являются LaFee, Sarah Connor, Bushido, Monrose, Gentleman, MIA. и US5). Этим же летом группа дала концерт в Париже и, в связи с неожиданным ростом фанатов, вернулась обратно в октябре с несколькими концертами. Через некоторое время с дебютного альбома вышло ещё 2 сингла: Vorbei и Neustart. На волне успеха выпускается Live альбом, записанный на концерте в городе Хайдельберг — Niemand hört dich — Live.

### Тур Nevada Tan
Первое турне Nevada Tan должен был пройти с октября по ноябрь 2007 года, но препятствия возникли в самом начале, когда их группа поддержки попала в аварию. В конце октября произошёл несчастный случай на их пути в Целле. Однако пострадал только Давида.. Его выписали из больницы в этот же день с несколькими царапинами на лице. Но гастрольный автобус нужно было чинить, а половина оборудования была повреждена.
Когда Франк заболел ларингитом, тур остановили. К этому времени большая часть команды страдала от гриппа. Позже тур был завершен в декабре 2007 года.

### Судебное разбирательство (2007—2008)
К этому времени Nevada Tan — уже довольно известная группа в Европе и зарубежных странах. Продажи нового альбома и синглов идут полным ходом, но группа ничего не получает (в материальном смысле). Тут вопрос о доходе встаёт ребром, ведь его совсем нет, да и ребята живут не в самых лучших условиях. Это дало толчок судебному разбирательству.
Группа подала в суд на собственных менеджеров и продюсеров. Поданное заявление рассматривалось на протяжении очень длительного периода, но время оправдало себя — суд встал на сторону немецкого коллектива, и контракт посчитали недействительным. Название группы пришлось сменить, так как менеджеры, держа в неведении группу, приобрели авторские права на их имя.
20 января 2008 года «Nevada Tan» заявили, что они официально поменяли своё имя на «Panik» из-за разногласий со своим менеджером, которые привели к смене лейблов с Universal Records на Vertigo Records.

### Второй альбом — «Panik» (2008—2010)
«Прошлые два года были полны вызовов нам и проблем», — признается Давид, гитарист и сопродюсер Panik. — «Было бы ложно утверждать, что все это не оказало влияние на музыку и продвижение работы».
Panik потребовалось два года тяжелой работы в студии над вторым альбомом с одноимённым названием. Имея не меньше 70 демо в кармане, они бесконечно переиздавали новые треки прежде чем уехать, чтобы сделать их запись в Hansa Tonstudio в Берлине с Алексом Вендом.
Парни удостоились похвалы от фронтмена Linkin Park Майка Шиноды, который проводил конкурс на своём сайте. Суть была в том, что любая группа могла записать себя в кандидаты, предоставив рассказ о себе. Затем в ходе голосования оставалась одна лучшая, которая набрала больше всех голосов. Panik под конец голосования имела 13 355 голосов. Майк дал несколько советов группе, а также оценил их первый альбом и первый сингл нового альбома «Lass Mich Fallen».
«Lass Mich Fallen» официально считается первым синглом, но, как многие заметили, первой песня из альбома, доступной широкой публике, стала «Was Würdest Du Tun?».
Альбом вышел 25 сентября 2009 года. Начался новый тур, и группа стала осваивать новые просторы необъятной Европы, а также обещала заглянуть в Россию В одном из интервью она заявила, что после намеченных концертов уйдёт в бессрочный отпуск из-за постоянного накала между участниками группы..
11 ноября 2009 года группа объявила о своём распаде, но, как позже стало известно, распадается она частично, и в Panik остаётся двое участников-основателей: Тимо Зонненшайн и Давид Бонк.

### Распавшаяся группа (c 2010 года)
24 декабря 2009 года был выпущен сингл «Es ist Zeit» и видео к нему. Позже в блоге Зонненшайна было отрапортовано, что готово ещё два новых демо, которые группа готовит для своего следующего альбома. Как говорят сами члены группы: «Наш новый состав — это не повод, чтобы грустить, мы будем продолжать работать, и вы обязательно получите новые песни».
25 декабря 2010 года на официальном сайте группы появилась новая песня «Der Wegwaise (Part II)» 30 марта 2011 года стал доступен очередной мини-фильм Тимо под названием «The Truth»..
25 декабря 2011 года Panik переименовали официальный сайт группы www.panik-musik.de в www.bonkonnenschein.de с новым клипом Die Flut. Переименование сайта окончательно дало понять, что группа фактически перестала существовать.
На сегодняшний день сайт www.bonkonnenschein.de не работает по неизвестным причинам. Тем не менее, работает личный сайт Давида www.davidbonk.de, где можно послушать музыку его собственного сочинения. Также он активен в  твиттере. Тимо Зонненшайн активен на Facebook и, как и Бонк, имеет свою страницу в  твиттере.
Также имеется информация, что Давид Бонк занят в новом проекте ATHONITE.
В сентябре 2012 года Франк Циглер снялся в клипе Frank Ziegler — Lass uns los. На личном сайте Франка Циглера www.frankziegler.info также указано, что он готовит свой первый мини-альбом.
С апреля 2013 года Давид Бонк ведет блог на портале BE PARALLEL, о котором сказано следующее:
«The idea of this blog is, to get artists breaking out of their usual habits, and write some different music with me, which we will then release for free here, in this blog. Videos, pictures, music. Well, this is one idea. I will also do music on my own, and post it here. Additionally I hope, that after a time, this blog will help me to find a way to my musicial self, my emotional and spiritual self, to define my own style of making music.»
Так же с 2013 совместно с Marie Castro развивает музыкальный проект под названием «Rabbit and the Snake». Участниками дуэта являются David Bonk (Drums, vocals, piano) и Marie Castro (Guitars, vocals). В арсенале дуэта уже пять полноценных песен, доступных к свободному прослушиванию на портале SoundCloud.  Случайно возникший проект жанра Indie оказался успешным, получил аудиторию слушателей, трансляции на радио, и в настоящем 2014 году набирает популярность и развивается.
В декабре 2013 года взорвался твиттер и фейсбук Давид Бонка и Тимо Зонненшайна упоминаниями о новорожденном проекте 3A, состоящем из трех братьев Адама, Абеля, Аарона. Есть основания полагать, что Давид и Тимо — оба продюсеры проекта. По видеозаписям со студии, трио ЗА записывало свой первый альбом «Wirsindhier» в HoBo-Studios студии, шефом которой является Давид Бонк. А официальный видеоклип «Sind wir Freunde» снял Тимо Зонненшайн. Работа продолжается.
Сведений о судьбе BonkSonnenschein на момент апреля 2014 года нет.
На страничке Кристиана Линке указано, что он работает композитором в компании Riot Games.
В апреле 2016 Тимо Зонненшайн, Давид Бонк и Франк Циглер выпустили новый трек под названием Ausnahmezustand, группа стала называться Zorkkk
4 февраля 2017 группа дала первый концерт под названием Zorkkk во Франкфурте в честь десятилетнего юбилея группы. К Давиду, Тимо и Франку присоединились также Юри Шеве, Ян Вернер и новый бас-гитарист Торбен.
30 июня 2017 года группа в том же составе дала концерт в Москве, выступив с треками первых двух альбомов и треком Ausnahmezustand.

## Дискография

### Студийные альбомы
| Год  | Название          | Позиция в чартах | Позиция в чартах | Позиция в чартах | Выпущен                                          |
| Год  | Название          | GER              | AUS              | SWI              | Выпущен                                          |
| ---- | ----------------- | ---------------- | ---------------- | ---------------- | ------------------------------------------------ |
| 2007 | Niemand hört dich | 8                | 21               | 28               | Первая публикация: 13 апреля 2007 как Nevada Tan |
| 2009 | Panik             | 38               | −                | −                | Первая публикация: 25 сентября 2009              |

### Синглы

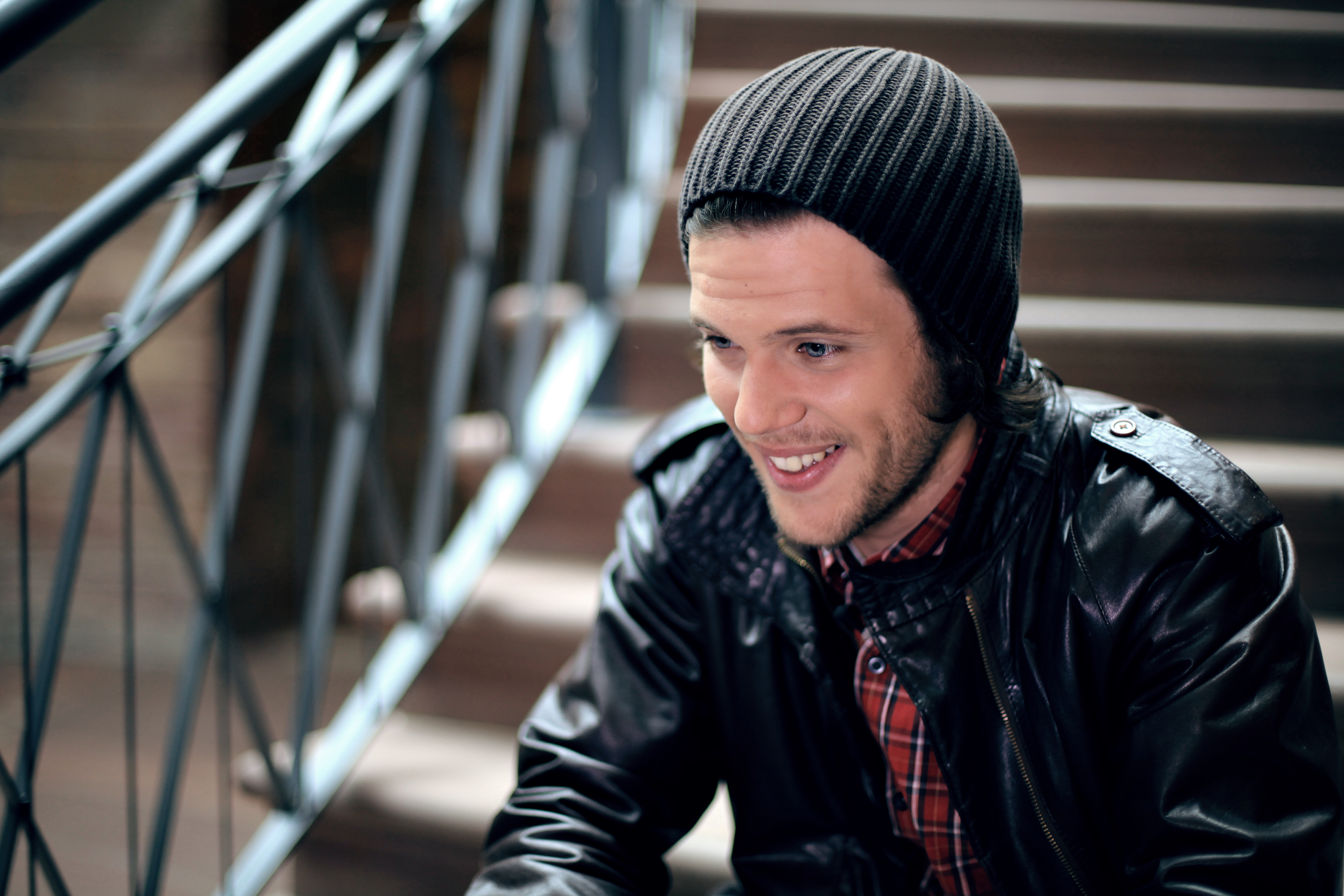
Франк Циглер в качестве члена жюри на конкурсе «Dein Song».

| Год  | Название                                           | Позиция в чартах | Позиция в чартах | Позиция в чартах | Выпущен                                           |
| Год  | Название                                           | GER              | AUS              | SWI              | Выпущен                                           |
| ---- | -------------------------------------------------- | ---------------- | ---------------- | ---------------- | ------------------------------------------------- |
| 2007 | Revolution Niemand hört dich                       | 15               | 25               | −                | Первая публикация: 30 марта 2007 как Nevada Tan   |
| 2007 | Vorbei Niemand hört dich                           | 29               | 42               | −                | Первая публикация: 8 июня 2007 как Nevada Tan     |
| 2007 | Neustart Niemand hört dich                         | 44               | −                | −                | Первая публикация: 24 августа 2007 как Nevada Tan |
| 2008 | Wegweiser Бесплатно-скачиваемый сингл              | −                | −                | −                | Первая публикация: январь 2008                    |
| 2008 | Was Würdest Du Tun? Panik                          | 28               | −                | −                | Первая публикация: 22 февраля 2008                |
| 2009 | Jeder Panik (Бесплатно-скачиваемый сингл)          | −                | −                | −                | Первая публикация: 5 августа 2009                 |
| 2009 | Lass Mich Fallen Panik                             | 62               | −                | −                | Первая публикация: 4 сентября 2009                |
| 2009 | Es ist Zeit Бесплатно-скачиваемый сингл            | −                | −                | −                | Первая публикация: 24 декабря 2009                |
| 2010 | Der Wegwaise (Part II) Бесплатно-скачиваемый сингл | −                | −                | −                | Первая публикация: 24 декабря 2010                |

### Концертные альбомы
| Год  | Название                 | Позиция в чартах | Позиция в чартах | Позиция в чартах | Выпущен                             |
| Год  | Название                 | GER              | AUS              | SWI              | Выпущен                             |
| ---- | ------------------------ | ---------------- | ---------------- | ---------------- | ----------------------------------- |
| 2007 | Niemand hört dich — Live | 10               | −                | −                | Первая публикация: 28 сентября 2007 |

## Состав группы

### Действующий
- Тимо Зонненшайн (Timo Sonnenschein) (2002 — настоящее время) — рэпер;
- Давид Лауден Бонк (David Lauden Bonk) (2002— настоящее время) — вокал, гитара, клавишные;
- Франк Циглер (Frank Ziegler) (2006—2009,2016— настоящее время) — вокал.

### Бывшие участники
- Кристиан Линке (Christian Linke) (2005—2009) — бас-гитара;
- Макс Бёлен (Max Böhlen) (2002—2006) — ударные.
- Ян Фредерик Вернер (Jan Werner) (2003—2009) — диджей;
- Юри Ибо Кайа Шеве (Juri Schewe) (2006—2009) — ударные.